# I. Vaszilij moszkvai nagyfejedelem
I. Vaszilij Dmitrijevics (oroszul: Василий I Дмитриевич), (1371. december 30. – 1425. február 27., Moszkva) moszkvai nagyfejedelem 1389-től haláláig.

## Élete
I. Dmitrij fejedelem legidősebb fiaként született. Ifjúkorában 1383-ban felkereste Toktamist, az Arany Horda kánját, hogy édesapja számára – vlagyimiri nagyfejedelemként – kiváltságlevelet kérjen az orosz földek fölötti uralkodásra. Ugyanerre pályázott a tveri fejedelem is, de Vaszilij jobb diplomatának bizonyult, és megszerezte az okmányt. A kán azonban túszként fogva tartotta, és Vaszilij csak 1386-ban tudott megszökni, kihasználva Toktamis és Timur Lenk háborúját.
Szökése természetesen súrlódásokhoz vezetett az orosz állam és a tatárok között, 1388-ban mégis Vaszilij vezette azt moszkvai hadat, amely részt vett Toktamisnak a Timur Lenk ellen indított közép-ázsiai hadjáratában. Hazatérte után megkapta Toktamis kiváltságlevelét, és 1389-ben édesapja örökébe lépett, mint moszkvai és vlagyimiri nagyfejedelem. Toktamis hozzájárulásával országához csatolta a Nyizsnyij Novgorod-i és a muromi fejedelemségeket, így Moszkva fennhatóságát kiterjesztette az középső Volga-vidékre. Nyugaton is folytatta volna terjeszkedését, itt azonban szembekerült mind Litvániával (nem sokkal azután, hogy 1390-ben feleségül vette a litván nagyherceg leányát), mind pedig  Novgoroddal. A moszkvai–litván területi vitákat időlegesen sikerült rendezni azzal, hogy a határt az Ugra folyó mentén húzták meg, Novgoroddal azonban megszakításokkal 1397-től 1417-ig folytatódtak az összecsapások.
Vaszilij 1395-ben sereget indított Timur Lenk ellen, miután az – Toktamis legyőzése után – betört az orosz területekre. Ütközetre azonban nem került sor, Timur Lenk visszavonult. A következő évtizedekben Vaszilijnak sikerült függetlenítenie a Moszkvai Nagyfejedelemséget a tatár befolyástól, mígnem 1408-ban Totktamis utóda, Edigü újjászervezte a tatár kánságot, megostromolta Moszkvát és Vaszilijt arra kényszerítette, hogy újból a tatároknak adózzék.